# Onager (zbraň)
Onager je římský obléhací stroj, jehož název je odvozen od charakteristického kopnutí během provozu, podobného kopnutí onagera (osel asijský). Jde o typ katapultu, který pro výstřel používá energii torzní pružiny, obvykle uloženou ve zkrouceném laně. Onager sestává z velkého rámu umístěného na zemi k jehož přední části je připevněn svislý rám z masivního dřeva. Tímto svislým rámem probíhá hřídel, na které je připevněno jediné rameno. Na konci ramene je smyčka (prak) sloužící k vypuštění projektilu. Některé onagery podle antických kreseb používají k vypuštění projektilu místo smyčky nádobu mísovitého tvaru.
Rám onageru je vyroben ze dvou do oblouku zkroucených dubových trámů. Ty mají ve středu poměrně velké otvory, v nichž jsou natažena a zkroucena silná šlachová lana. Mezi svazek lan je pak vloženo dlouhé rameno, na jehož konci je závlačka a pouzdro. Naráží na obrovský nárazník s pytlem vyfutrovaným jemnými plevami a zajištěným těsným svázáním. Když dojde k boji, do pouzdra se vloží kulatý kámen (často hliněné kuličky obsahující hořlavé látky, které po nárazu explodují a hoří) a rameno je staženo dolů. Potom dělostřelec - velitel udeří kladivem závlačku a s velkou ranou je kámen vypuštěn na svůj cíl.
Ammianus Marcellinus, Římský spisovatel.
Při užití bylo rameno pomocí rumpálu stlačeno dolů proti napětí stočeného lana nebo jiné pružiny a následně prudce uvolněno. Když byla vyvážená smyčka odstředivou silou vymrštěna ven, jeden konec se uvolnil - stejně jako u tyčového praku a projektil byl vržen vpřed. Rameno pak bylo zachyceno vypěchovanou zarážkou nebo lůžkem, odkud mohlo být znovu nataženo.

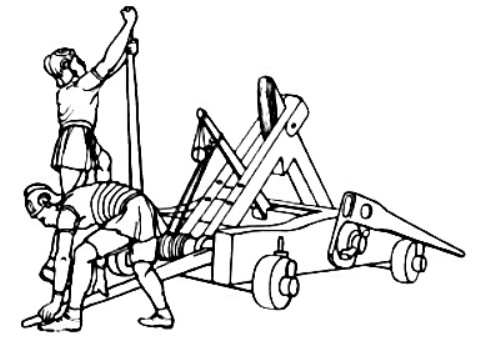
Náčrtek Onageru, z Antique technology od Dielse.

Onagery Římské říše byly používány zejména k obléhání pevností a osad. Často byly nabíjeny obrovskými kameny nebo balvany, které mohly být pokryty hořlavou látkou a zapáleny.
Ve středověku (první záznamy z období kolem roku 1200) byla používána méně výkonná verze onageru vybavená pevnou mísou místo praku. To umožnilo použití množství malých střel místo jedné větší. Tento stroj byl někdy nazýván mangonel, avšak stejným jménem je možno označit nejrůznější obléhací stroje.